# Cadet Kelly
Cadet Kelly (en español: Cadete Kelly) es una Película Original de Disney Channel estrenada en Estados Unidos el 8 de marzo de 2002 por Disney Channel. Está dirigida por Larry Shaw y protagonizada por Hilary Duff y Christy Carlson Romano.Kelly es una chica de noveno grado que emprende una aventura en la escuela militar

## Argumento
Kelly es una adolescente hiperactiva de la escuela media cuya madre se casa con el importante general Joe “sir” Maxwell pero Kelly lo rechaza. Cuando su nuevo padrastro consigue un trabajo como comandante de una escuela militar, Kelly se alista allí porque es la única escuela alrededor del área por donde viven. Kelly al principio tiene problemas dentro de la escuela y obedeciendo las órdenes de los oficiales superiores, especialmente de la estricta capitana Stone, sin embargo, mejora gradualmente e incluso ayuda a la escuela a ganar el segundo lugar en la competición regional.

## Reparto
- Hilary Duff como Kelly Collins
- Christy Carlson Romano como Capitana Jennifer Stone
- Gary Cole como Joe "Sir" Maxwell
- Shawn Ashmore como Brad
- Aimee Garcia como Gloria
- Andrea Lewis como Carla
- Sarah Gadon como Amanda
- Linda Kash como Samantha
- Nigel Hamer como Adam
- Joe Matheson como General Archer
- Beverlee Buzon como Grace
- Dalene Irvine como Marla
- Avery Saltzman como Kevin
- Christopher Tai como Cadete.
- Josh Wittig como Cadete Bugler
- Edie Inksetter como Profesor de matemáticas
- Stewart Arnott como Capitán Lawrence
- Desmond Campbell como Teniente coronel Ross
- Tim Post como Coronel Mikkelson
- Martin Roach como Drill, instructor
- Ashley Leggat como Bailarina (no acreditada)